# سعد الذياب
سعد الذياب (22 نوفمبر 1985) لاعب كرة قدم سعودي. يلعب كظهير أيسر لعب سابقاً في نادي الهلال السعودي ونادي الإتفاق السعودي.